# داريل بوسطن
داريل بوسطن (بالإنجليزية: Daryl Boston)‏ هو لاعب كرة قاعدة أمريكي، ولد في 4 يناير 1963 في سينسيناتي في الولايات المتحدة.

## وصلات خارجية
- داريل بوسطن على موقع دوري كرة القاعدة الرئيسي (الإنجليزية)
- داريل بوسطن على موقعبيزبول رفرنس.كوم (الدوري الرئيسي) (الإنجليزية)
- داريل بوسطن على موقعبيزبول رفرنس.كوم (الدوري الثانوي) (الإنجليزية)
- داريل بوسطن على موقع إي إس بي إن.كوم (أم.أل.بي) (الإنجليزية)
- داريل بوسطن على موقع مشجعي الرسوم البيانية (الإنجليزية)